# Erik Norberg (dramatiker)
Erik Birger Norberg, född 8 augusti 1967 i Kiruna, är en svensk dramatiker, manusförfattare, dramaturg och kompositör. Han är utbildad vid Dramatiska Institutet 1994-1997.

## Verkförteckning

### Film- & TV-manus i urval
- 2021 - Den svavelgula himlen
- 2010 - Den ryska dörren
- 2007 - Colorado Avenue
- 2004 - Populärmusik från Vittula
- 1997 - Närkontakt
- 1996 - Nöd ut

### Dramatik i urval
- Danskjävlar, musikal på Byteatern, urpremiär 4 september 2021.
- Nybergs mekaniska verkstad, musikdramatik på Norrbottensteatern, urpremiär 28 september 2019.
- Tummelisa, musikal på Örebro länsteater, urpremiär 20 oktober 2017.
- Bläck eller Blod, musikal på Riksteatern/Örebro länsteater, urpremiär 15 oktober 2017.
- Pelle Erövraren – Den stora kampen, musikal på Helsingborg Arena, urpremiär 29 april 2017.
- Vem stal Polcirkeln?, musikal på Tornedalsteatern, urpremiär 3 december 2016 i Pajala.
- Imprimatur, kammarspel om Anders Chydenius och tryckfrihetsförordningen 1766, urpremiär 19 november 2016 i Karleby.
- Donna Juanita, musikal tillsammans med Johanna Garpe på Stockholms Stadsteater, urpremiär 30 september 2016.
- Boxaren, musikal på Örebro länsteater, urpremiär 2 april 2016.
- Livläkarens besök (efter P.O. Enquist) tillsammans med Johanna Garpe på Stockholms stadsteater, urpremiär 4 december 2015. Betty Nansen Teatret, Köpenhamn, premiär 17 november 2016. Malmö Stadsteater, premiär 24 februari 2017.
- Tre systrar och en berättelse (efter Lars Sund) på Wasa Teater, urpremiär 7 november 2015.
- Natten är ännu ung, musikal (efter Lars Sund) på Jakobstads Musikinstitut, urpremiär 2 april 2015.
- Fair Play på Mittiprickteatern, urpremiär 9 februari 2015.
- Lasse-Maja Musikalen på Länsteatern i Örebro, urpremiär 29 mars 2014.
- Mon lean duhát jagi / Jag är tusen år på Giron sámi teáhter, Norrlandsoperan, Dramaten m fl, urpremiär 5 mars 2014.
- Den elektriska flickan på Malmö Stadsteater, urpremiär december 2012.
- Riktiga samer (radiopjäs) för Sveriges Radio, urpremiär 2012.
- Vredens druvor (översättning och musik) urpremiär på Länsteatern i Örebro 2012.
- Hemsång (fritt efter Lars Sund) på Wasa Teater 2011.
- What’s up, Sápmi? på Giron sámi teáhter 2010-2012.
- Kolonisterna (radiopjäs) för Sveriges Radio 2010.
- Man ska ju vara två (efter en avhandling av Lissa Nordin) urpremiär på Norrbottensteatern februari 2009.
- Zorro på Uppsala Stadsteater 2008
- Rosens namn (efter romanen av Umberto Eco) urpremiär på Göteborgs stadsteater februari 2006.
- Håriga varelser (radiopjäs) för Svenska YLE 2005.
- Populärmusik från Vittula (efter romanen av Mikael Niemi) på Viirus 2003, Teater Västmanland 2003, Wasa Teater 2004, Norrbottensteatern 2004-2006, Christiania Theater 2008, Pargas Teater 2010.
- Himmel och jord på Wasa Teater 2002.
- Lanthandlerskans son (efter romanen av Lars Sund) på Wasa Teater 2000.
- Colorado Avenue (efter romanen av Lars Sund) på Wasa Teater 1999, Oulun kaupunginteatteri 2000, Kouvolan teatteri 2002, Kokkolan Kaupunginteatteri 2003, Raseborg 2004, Närpes Teater 2014-2015, Vaasan Kaupunginteatteri 2021.
- Ulkojärvi närradio (radiokabaréer) 1995-2010 tillsammans med bl.a. Mikael Niemi och Svante Lindqvist.

### Musikkompositioner i urval
- Danskjävlar, musikal på Byteatern, urpremiär 4 september 2021, tillsammans med Alexander Öberg.
- Gruvstrejken 50 år, musik till minne av Stora gruvstrejken 1969-1970 i Kiruna, juni 2019.
- Eldstad, invigningsceremonin av Kirunas nya stadshus 22 november 2018.
- Bläck eller Blod, musikal på Riksteatern/Örebro länsteater, urpremiär 15 oktober 2017, tillsammans med Alexander Öberg.
- Pelle Erövraren – Den stora kampen, musikal på Helsingborg Arena, urpremiär 29 april 2017, tillsammans med Alexander Öberg.
- Vem stal Polcirkeln?, musikal på Tornedalsteatern, urpremiär 3 december 2016 i Pajala.
- Boxaren, musikal på Länsteatern i Örebro, urpremiär 2 april 2014, tillsammans med Alexander Öberg.
- Lasse-Maja Musikalen på Länsteatern i Örebro, urpremiär 29 mars 2014, tillsammans med Alexander Öberg.
- Vredens druvor, musikteaterföreställning på Länsteatern i Örebro, urpremiär september 2012, tillsammans med Alexander Öberg.
- Ulkojärvi närradio, radiokabaréer 1995-2010, Sveriges Radio.
- Åtta meter, musikal i Torshälla/Eskilstuna, urpremiär maj 2009.
- Det magnetiska hjärtat, musikal, Kiruna Amatörteaterförening och Norrbottensteatern 2000-2001. Konsertversion 2021.
- Agnes, Älven & Upproret, musikal, Bykraft Harads och Norrbottensteatern 1998.